# Loboberea pygidialis
Loboberea pygidialis – gatunek chrząszcza z rodziny kózkowatych i podrodziny zgrzypikowych. Jedyny przedstawiciel rodzaju Loboberea.

## Zasięg występowania
Gatunek ten występuje w Azji Południowo-Wschodniej, notowany na Półwyspie Malajskim, Sumatrze, Jawie oraz Borneo.